# Gran Premio de Francia de Motociclismo
Gran Premio de Francia de Motociclismo es una carrera de motociclismo de velocidad disputada en Francia desde el año 1920. Formó parte del Campeonato Mundial de Motociclismo cinco veces en la década de 1950, y de manera casi ininterrumpida desde 1960. El máximo ganador es el italiano Giacomo Agostini, con siete triunfos.
Hasta fines la década de 1960, el Gran Premio utilizó numerosas sedes, entre ellas Le Mans, Reims-Gueux, Rouen-Les-Essarts, Linas-Montlhéry y Charade. Desde la edición de 1970, la carrera ha alternado sedes entre el circuito de Bugatti de Le Mans y Paul Ricard, salvo cinco excepciones: 1992 (Magny-Cours), 1982, 1978 (Nogaró), 1972 y 1974 (Charade).

## Ganadores del Gran Premio de Francia de Motociclismo

### Ganadores múltiples (pilotos)
| # Victorias | Piloto           | Victorias | Victorias                    |
| # Victorias | Piloto           | Categoría | Años ganador                 |
| ----------- | ---------------- | --------- | ---------------------------- |
| 7           | Giacomo Agostini | 500 cc    | 1969, 1970, 1971, 1975       |
| 7           | Giacomo Agostini | 350 cc    | 1972, 1973, 1974             |
| 6           | Jorge Lorenzo    | MotoGP    | 2009, 2010, 2012, 2015, 2016 |
| 6           | Jorge Lorenzo    | 250cc     | 2007                         |
| 5           | Ángel Nieto      | 125 cc    | 1980, 1981, 1984             |
| 5           | Ángel Nieto      | 80 cc     | 1985                         |
| 5           | Ángel Nieto      | 50 cc     | 1970                         |
| 4           | Phil Read        | 500 cc    | 1974                         |
| 4           | Phil Read        | 250 cc    | 1964, 1965, 1972             |
| 4           | Freddie Spencer  | 500 cc    | 1983, 1984, 1985             |
| 4           | Freddie Spencer  | 350 cc    | 1985                         |
| 4           | Mick Doohan      | 500 cc    | 1994, 1995, 1996, 1997       |
| 4           | Valentino Rossi  | MotoGP    | 2002, 2005, 2008             |
| 4           | Valentino Rossi  | 125 cc    | 1997                         |
| 4           | Dani Pedrosa     | MotoGP    | 2013                         |
| 4           | Dani Pedrosa     | 250 cc    | 2004, 2005                   |
| 4           | Dani Pedrosa     | 125 cc    | 2003                         |
| 4           | Thomas Luthi     | Moto2     | 2012, 2015                   |
| 4           | Thomas Luthi     | 125 cc    | 2005, 2006                   |
| 4           | Marc Márquez     | MotoGP    | 2014, 2018, 2019             |
| 4           | Marc Márquez     | Moto2     | 2011                         |
| 3           | Fergus Anderson  | 350 cc    | 1953                         |
| 3           | Fergus Anderson  | 250 cc    | 1949, 1952                   |
| 3           | John Surtees     | 500 cc    | 1959, 1960                   |
| 3           | John Surtees     | 350 cc    | 1959                         |
| 3           | Hugh Anderson    | 125 cc    | 1963, 1965                   |
| 3           | Hugh Anderson    | 50 cc     | 1964                         |
| 3           | Jarno Saarinen   | 500 cc    | 1973                         |
| 3           | Jarno Saarinen   | 350 cc    | 1972                         |
| 3           | Jarno Saarinen   | 250 cc    | 1973                         |
| 3           | Kent Andersson   | 125 cc    | 1973, 1974, 1975             |
| 3           | Barry Sheene     | 500 cc    | 1976, 1977, 1979             |
| 3           | Eddie Lawson     | 500 cc    | 1986, 1988, 1989             |
| 3           | Àlex Crivillé    | 500 cc    | 1998, 1999, 2000             |
| 3           | Maverick Viñales | MotoGP    | 2017                         |
| 3           | Maverick Viñales | Moto3     | 2013                         |
| 3           | Maverick Viñales | 125 cc    | 2011                         |

### Ganadores múltiples (constructores)
| # Victorias | Constructor     | Victorias | Victorias                                                                                      |
| # Victorias | Constructor     | Categoría | Años Ganador                                                                                   |
| ----------- | --------------- | --------- | ---------------------------------------------------------------------------------------------- |
| 53          | Honda           | MotoGP    | 2002, 2003, 2004, 2006, 2011, 2013, 2014, 2018, 2019, 2025                                     |
| 53          | Honda           | 500 cc    | 1983, 1984, 1985, 1989, 1994, 1995, 1996, 1997, 1998, 1999, 2000                               |
| 53          | Honda           | 350 cc    | 1966                                                                                           |
| 53          | Honda           | 250 cc    | 1961, 1962, 1966, 1985, 1987, 1988, 1989, 1990, 1994, 1995, 1999, 2000, 2001, 2004, 2005, 2006 |
| 53          | Honda           | Moto3     | 2017, 2019                                                                                     |
| 53          | Honda           | 125 cc    | 1961, 1962, 1964, 1990, 1991, 1992, 1994, 1995, 2003, 2004, 2005, 2006                         |
| 53          | Honda           | 50 cc     | 1965                                                                                           |
| 40          | Yamaha          | MotoGP    | 2005, 2008, 2009, 2010, 2012, 2015, 2016, 2017                                                 |
| 40          | Yamaha          | 500 cc    | 1973, 1975, 1978, 1980, 1986, 1987, 1988, 1991, 1992, 2001                                     |
| 40          | Yamaha          | 350 cc    | 1972, 1974, 1975, 1977, 1979                                                                   |
| 40          | Yamaha          | 250 cc    | 1964, 1965, 1967, 1970, 1972, 1973, 1975, 1977, 1982, 1983, 1984, 1986                         |
| 40          | Yamaha          | 125 cc    | 1967, 1969, 1973, 1974, 1975                                                                   |
| 17          | Aprilia         | 250 cc    | 1991, 1992, 1996, 1997, 1998, 2002, 2003, 2007, 2008                                           |
| 17          | Aprilia         | 125 cc    | 1996, 1997, 1998, 1999, 2002, 2007, 2009, 2011                                                 |
| 12          | Kalex           | Moto2     | 2013, 2014, 2015, 2016, 2017, 2018, 2019, 2020, 2021, 2022, 2023, 2025                         |
| 11          | MV Agusta       | 500 cc    | 1959, 1960, 1961, 1969, 1970, 1972, 1974                                                       |
| 11          | MV Agusta       | 350 cc    | 1959, 1960, 1973                                                                               |
| 11          | MV Agusta       | 125 cc    | 1955                                                                                           |
| 11          | Suzuki          | MotoGP    | 2007                                                                                           |
| 11          | Suzuki          | 500 cc    | 1976, 1977, 1979, 1981, 1990                                                                   |
| 11          | Suzuki          | 125 cc    | 1963, 1965, 1970                                                                               |
| 11          | Suzuki          | 50 cc     | 1964, 1967                                                                                     |
| 11          | Ducati          | MotoGP    | 2020, 2021, 2022, 2023, 2024                                                                   |
| 11          | Ducati          | MotoE     | 2023 Carrera 1, 2023 Carrera 2, 2024 Carrera 1, 2024 Carrera 2, 2025 Carrera 1, 2025 Carrera 2 |
| 9           | KTM             | Moto3     | 2013, 2014, 2015, 2016, 2018, 2020, 2022, 2023, 2025                                           |
| 7           | Kreidler        | 50 cc     | 1962, 1963, 1969, 1974, 1976, 1979, 1983                                                       |
| 7           | Derbi           | 125 cc    | 1988, 1989, 2000, 2008, 2010                                                                   |
| 7           | Derbi           | 80 cc     | 1985                                                                                           |
| 7           | Derbi           | 50 cc     | 1970                                                                                           |
| 6           | Kawasaki        | 350 cc    | 1978, 1982                                                                                     |
| 6           | Kawasaki        | 250 cc    | 1978, 1979, 1980, 1981                                                                         |
| 5           | Moto Guzzi      | 350 cc    | 1953, 1955                                                                                     |
| 5           | Moto Guzzi      | 250 cc    | 1949, 1951, 1952                                                                               |
| 5           | Norton          | 500 cc    | 1952, 1958                                                                                     |
| 5           | Norton          | 350 cc    | 1951, 1952, 1958                                                                               |
| 4           | Gilera          | 500 cc    | 1951, 1953, 1954, 1955                                                                         |
| 4           | Garelli         | 125 cc    | 1984, 1985, 1986, 1987                                                                         |
| 3           | Minarelli       | 125 cc    | 1978, 1980, 1981                                                                               |
| 2           | AJS             | 500 cc    | 1949                                                                                           |
| 2           | AJS             | 350 cc    | 1954                                                                                           |
| 2           | MBA             | 125 cc    | 1982, 1983                                                                                     |
| 2           | Harley-Davidson | 350 cc    | 1976                                                                                           |
| 2           | Harley-Davidson | 250 cc    | 1976                                                                                           |

### Por año
Nota: las ediciones que no formaron parte del Campeonato Mundial de Motociclismo tienen fondo rosa.
| Año  | Circuito | MotoE             | MotoE       | MotoE              | MotoE       | Moto3              | Moto3       | Moto2             | Moto2       | MotoGP          | MotoGP      |
| Año  | Circuito | Carrera 1         | Carrera 1   | Carrera 2          | Carrera 2   | Moto3              | Moto3       | Moto2             | Moto2       | MotoGP          | MotoGP      |
| Año  | Circuito | Piloto            | Constructor | Piloto             | Constructor | Piloto             | Constructor | Piloto            | Constructor | Piloto          | Constructor |
| ---- | -------- | ----------------- | ----------- | ------------------ | ----------- | ------------------ | ----------- | ----------------- | ----------- | --------------- | ----------- |
| 2025 | Le Mans  | Óscar Gutiérrez   | Ducati      | Mattia Casadei     | Ducati      | José Antonio Rueda | KTM         | Manuel González   | Kalex       | Johann Zarco    | Honda       |
| 2024 | Le Mans  | Nicholas Spinelli | Ducati      | Nicholas Spinelli  | Ducati      | David Alonso       | CFMoto      | Sergio García     | Boscoscuro  | Jorge Martín    | Ducati      |
| 2023 | Le Mans  | Jordi Torres      | Ducati      | Matteo Ferrari     | Ducati      | Daniel Holgado     | KTM         | Tony Arbolino     | Kalex       | Marco Bezzecchi | Ducati      |
| 2022 | Le Mans  | Mattia Casadei    | Energica    | Dominique Aegerter | Energica    | Jaume Masiá        | KTM         | Augusto Fernández | Kalex       | Enea Bastianini | Ducati      |
| 2021 | Le Mans  | Eric Granado      | Energica    |                    |             | Sergio García      | Gas Gas     | Raúl Fernández    | Kalex       | Jack Miller     | Ducati      |
| 2020 | Le Mans  | Jordi Torres      | Energica    | Niki Tuuli         | Energica    | Celestino Vietti   | KTM         | Sam Lowes         | Kalex       | Danilo Petrucci | Ducati      |

| Año  | Circuito    | Moto3             | Moto3       | Moto2             | Moto2       | MotoGP           | MotoGP      |
| Año  | Circuito    | Piloto            | Constructor | Piloto            | Constructor | Piloto           | Constructor |
| ---- | ----------- | ----------------- | ----------- | ----------------- | ----------- | ---------------- | ----------- |
| 2019 | Le Mans     | John McPhee       | Honda       | Álex Márquez      | Kalex       | Marc Márquez     | Honda       |
| 2018 | Le Mans     | Albert Arenas     | KTM         | Francesco Bagnaia | Kalex       | Marc Márquez     | Honda       |
| 2017 | Le Mans     | Joan Mir          | Honda       | Franco Morbidelli | Kalex       | Maverick Viñales | Yamaha      |
| 2016 | Le Mans     | Brad Binder       | KTM         | Álex Rins         | Kalex       | Jorge Lorenzo    | Yamaha      |
| 2015 | Le Mans     | Romano Fenati     | KTM         | Thomas Lüthi      | Kalex       | Jorge Lorenzo    | Yamaha      |
| 2014 | Le Mans     | Jack Miller       | KTM         | Mika Kallio       | Kalex       | Marc Márquez     | Honda       |
| 2013 | Le Mans     | Maverick Viñales  | KTM         | Scott Redding     | Kalex       | Dani Pedrosa     | Honda       |
| 2012 | Le Mans     | Louis Rossi       | FTR-Honda   | Thomas Lüthi      | Suter       | Jorge Lorenzo    | Yamaha      |
| Año  | Circuito    | 125cc             | 125cc       | Moto2             | Moto2       | MotoGP           | MotoGP      |
| Año  | Circuito    | Piloto            | Constructor | Piloto            | Constructor | Piloto           | Constructor |
| 2011 | Le Mans     | Maverick Viñales  | Aprilia     | Marc Márquez      | Suter       | Casey Stoner     | Honda       |
| 2010 | Le Mans     | Pol Espargaró     | Derbi       | Toni Elías        | Moriwaki    | Jorge Lorenzo    | Yamaha      |
| Año  | Circuito    | 125cc             | 125cc       | 250cc             | 250cc       | MotoGP           | MotoGP      |
| Año  | Circuito    | Piloto            | Constructor | Piloto            | Constructor | Piloto           | Constructor |
| 2009 | Le Mans     | Julián Simón      | Aprilia     | Marco Simoncelli  | Gilera      | Jorge Lorenzo    | Yamaha      |
| 2008 | Le Mans     | Mike Di Meglio    | Derbi       | Alex Debón        | Aprilia     | Valentino Rossi  | Yamaha      |
| 2007 | Le Mans     | Sergio Gadea      | Aprilia     | Jorge Lorenzo     | Aprilia     | Chris Vermeulen  | Suzuki      |
| 2006 | Le Mans     | Thomas Lüthi      | Honda       | Yuki Takahashi    | Honda       | Marco Melandri   | Honda       |
| 2005 | Le Mans     | Thomas Lüthi      | Honda       | Dani Pedrosa      | Honda       | Valentino Rossi  | Yamaha      |
| 2004 | Le Mans     | Andrea Dovizioso  | Honda       | Dani Pedrosa      | Honda       | Sete Gibernau    | Honda       |
| 2003 | Le Mans     | Dani Pedrosa      | Honda       | Toni Elías        | Aprilia     | Sete Gibernau    | Honda       |
| 2002 | Le Mans     | Lucio Cecchinello | Aprilia     | Fonsi Nieto       | Aprilia     | Valentino Rossi  | Honda       |
| Año  | Circuito    | 125cc             | 125cc       | 250cc             | 250cc       | 500cc            | 500cc       |
| Año  | Circuito    | Piloto            | Constructor | Piloto            | Constructor | Piloto           | Constructor |
| 2001 | Le Mans     | Manuel Poggiali   | Gilera      | Daijiro Kato      | Honda       | Max Biaggi       | Yamaha      |
| 2000 | Le Mans     | Youichi Ui        | Derbi       | Tohru Ukawa       | Honda       | Àlex Crivillé    | Honda       |
| 1999 | Paul Ricard | Roberto Locatelli | Aprilia     | Tohru Ukawa       | Honda       | Àlex Crivillé    | Honda       |
| 1998 | Paul Ricard | Kazuto Sakata     | Aprilia     | Tetsuya Harada    | Aprilia     | Àlex Crivillé    | Honda       |
| 1997 | Paul Ricard | Valentino Rossi   | Aprilia     | Tetsuya Harada    | Aprilia     | Michael Doohan   | Honda       |
| 1996 | Paul Ricard | Stefano Perugini  | Aprilia     | Max Biaggi        | Aprilia     | Michael Doohan   | Honda       |
| 1995 | Le Mans     | Haruchika Aoki    | Honda       | Ralf Waldmann     | Honda       | Michael Doohan   | Honda       |
| 1994 | Le Mans     | Noboru Ueda       | Honda       | Loris Capirossi   | Honda       | Michael Doohan   | Honda       |
| 1992 | Magny-Cours | Ezio Gianola      | Honda       | Loris Reggiani    | Aprilia     | Wayne Rainey     | Yamaha      |
| 1991 | Paul Ricard | Loris Capirossi   | Honda       | Loris Reggiani    | Aprilia     | Wayne Rainey     | Yamaha      |
| 1990 | Le Mans     | Hans Spaan        | Honda       | Carlos Cardús     | Honda       | Kevin Schwantz   | Suzuki      |

| Año  | Circuito    | 80cc              | 80cc        | 125cc          | 125cc       | 250cc           | 250cc       | 500cc           | 500cc       |
| Año  | Circuito    | Piloto            | Constructor | Piloto         | Constructor | Piloto          | Constructor | Piloto          | Constructor |
| ---- | ----------- | ----------------- | ----------- | -------------- | ----------- | --------------- | ----------- | --------------- | ----------- |
| 1989 | Le Mans     |                   |             | Jorge Martínez | Derbi       | Carlos Cardús   | Honda       | Eddie Lawson    | Honda       |
| 1988 | Paul Ricard |                   |             | Jorge Martínez | Derbi       | Jacques Cornu   | Honda       | Eddie Lawson    | Yamaha      |
| 1987 | Le Mans     |                   |             | Fausto Gresini | Garelli     | Reinhold Roth   | Honda       | Randy Mamola    | Yamaha      |
| 1986 | Paul Ricard |                   |             | Luca Cadalora  | Garelli     | Carlos Lavado   | Yamaha      | Eddie Lawson    | Yamaha      |
| 1985 | Le Mans     | Ángel Nieto       | Derbi       | Ezio Gianola   | Garelli     | Freddie Spencer | Honda       | Freddie Spencer | Honda       |
| 1984 | Paul Ricard |                   |             | Ángel Nieto    | Garelli     | Anton Mang      | Yamaha      | Freddie Spencer | Honda       |
| Año  | Circuito    | 50cc              | 50cc        | 125cc          | 125cc       | 250cc           | 250cc       | 500cc           | 500cc       |
| Año  | Circuito    | Piloto            | Constructor | Piloto         | Constructor | Piloto          | Constructor | Piloto          | Constructor |
| 1983 | Le Mans     | Stefan Dörflinger | Kreidler    | Ricardo Tormo  | MBA         | Alan Carter     | Yamaha      | Freddie Spencer | Honda       |

| Año  | Circuito         | 50cc                 | 50cc        | 125cc               | 125cc       | 250cc                | 250cc           | 350cc               | 350cc           | 500cc             | 500cc       |
| Año  | Circuito         | Piloto               | Constructor | Piloto              | Constructor | Piloto               | Constructor     | Piloto              | Constructor     | Piloto            | Constructor |
| ---- | ---------------- | -------------------- | ----------- | ------------------- | ----------- | -------------------- | --------------- | ------------------- | --------------- | ----------------- | ----------- |
| 1982 | Nogaro           |                      |             | Jean-Claude Selini  | MBA         | Jean-Louis Tournadre | Yamaha          | Jean-François Baldé | Kawasaki        | Michel Frutschi   | Sanvenero   |
| 1981 | Paul Ricard      |                      |             | Ángel Nieto         | Minarelli   | Anton Mang           | Kawasaki        |                     |                 | Marco Lucchinelli | Suzuki      |
| 1980 | Paul Ricard      |                      |             | Ángel Nieto         | Minarelli   | Kork Ballington      | Kawasaki        | Jon Ekerold         | Bimota-Yamaha   | Kenny Roberts     | Yamaha      |
| 1979 | Le Mans          | Eugenio Lazzarini    | Kreidler    | Guy Bertin          | Motobécane  | Kork Ballington      | Kawasaki        | Patrick Fernandez   | Yamaha          | Barry Sheene      | Suzuki      |
| 1978 | Nogaro           |                      |             | Pier Paolo Bianchi  | Minarelli   | Gregg Hansford       | Kawasaki        | Gregg Hansford      | Kawasaki        | Kenny Roberts     | Yamaha      |
| 1977 | Paul Ricard      |                      |             | Pier Paolo Bianchi  | Morbidelli  | Jon Ekerold          | Yamaha          | Takazumi Katayama   | Yamaha          | Barry Sheene      | Suzuki      |
| 1976 | Le Mans          | Herbert Rittberger   | Kreidler    |                     |             | Walter Villa         | Harley-Davidson | Walter Villa        | Harley-Davidson | Barry Sheene      | Suzuki      |
| 1975 | Paul Ricard      |                      |             | Kent Andersson      | Yamaha      | Johnny Cecotto       | Yamaha          | Johnny Cecotto      | Yamaha          | Giacomo Agostini  | Yamaha      |
| 1974 | Clermont-Ferrand | Henk van Kessel      | Kreidler    | Kent Andersson      | Yamaha      |                      |                 | Giacomo Agostini    | Yamaha          | Phil Read         | MV Agusta   |
| 1973 | Paul Ricard      |                      |             | Kent Andersson      | Yamaha      | Jarno Saarinen       | Yamaha          | Giacomo Agostini    | MV Agusta       | Jarno Saarinen    | Yamaha      |
| 1972 | Clermont-Ferrand |                      |             | Gilberto Parlotti   | Morbidelli  | Phil Read            | Yamaha          | Jarno Saarinen      | Yamaha          | Giacomo Agostini  | MV Agusta   |
| 1970 | Le Mans          | Ángel Nieto          | Derbi       | Dieter Braun        | Suzuki      | Rodney Gould         | Yamaha          |                     |                 | Giacomo Agostini  | MV Agusta   |
| 1969 | Le Mans          | Aalt Toersen         | Kreidler    | Jean Auréal         | Yamaha      | Santiago Herrero     | OSSA            |                     |                 | Giacomo Agostini  | MV Agusta   |
| 1967 | Clermont-Ferrand | Yoshimi Katayama     | Suzuki      | Bill Ivy            | Yamaha      | Bill Ivy             | Yamaha          |                     |                 |                   |             |
| 1966 | Clermont-Ferrand |                      |             |                     |             | Mike Hailwood        | Honda           | Mike Hailwood       | Honda           |                   |             |
| 1965 | Rouen            | Ralph Bryans         | Honda       | Hugh Anderson       | Suzuki      | Phil Read            | Yamaha          |                     |                 |                   |             |
| 1964 | Clermont-Ferrand | Hugh Anderson        | Suzuki      | Luigi Taveri        | Honda       | Phil Read            | Yamaha          |                     |                 |                   |             |
| 1963 | Clermont-Ferrand | Hans-Georg Anscheidt | Kreidler    | Hugh Anderson       | Suzuki      |                      |                 |                     |                 |                   |             |
| 1962 | Clermont-Ferrand | Jan Huberts          | Kreidler    | Kunimitsu Takahashi | Honda       | Jim Redman           | Honda           |                     |                 |                   |             |
| Año  | Circuito         |                      |             | 125cc               | 125cc       | 250cc                | 250cc           | 350cc               | 350cc           | 500cc             | 500cc       |
| Año  | Circuito         |                      |             | Piloto              | Constructor | Piloto               | Constructor     | Piloto              | Constructor     | Piloto            | Constructor |
| 1961 | Clermont-Ferrand |                      |             | Tom Phillis         | Honda       | Tom Phillis          | Honda           |                     |                 | Gary Hocking      | MV Agusta   |
| 1960 | Clermont-Ferrand |                      |             |                     |             |                      |                 | Gary Hocking        | MV Agusta       | John Surtees      | MV Agusta   |
| 1959 | Clermont-Ferrand |                      |             |                     |             |                      |                 | John Surtees        | MV Agusta       | John Surtees      | MV Agusta   |
| 1958 | Pau              |                      |             |                     |             |                      |                 | Jacques Collot      | Norton          | Jacques Collot    | Norton      |
| 1955 | Reims            |                      |             | Carlo Ubbiali       | MV Agusta   |                      |                 | Duilio Agostini     | Moto Guzzi      | Geoff Duke        | Gilera      |
| 1954 | Reims            |                      |             |                     |             | Werner Haas          | NSU             | Pierre Monneret     | AJS             | Pierre Monneret   | Gilera      |
| 1953 | Rouen            |                      |             |                     |             |                      |                 | Fergus Anderson     | Moto Guzzi      | Geoff Duke        | Gilera      |
| 1952 | Albi             |                      |             |                     |             | Fergus Anderson      | Moto Guzzi      | Jack Brett          | Norton          | Jack Brett        | Norton      |
| 1951 | Albi             |                      |             |                     |             | Bruno Ruffo          | Moto Guzzi      | Geoff Duke          | Norton          | Alfredo Milani    | Gilera      |
| 1949 | Saint-Gaudens    |                      |             |                     |             | Fergus Anderson      | Moto Guzzi      | David Whitworth     | Velocette       | Leslie Graham     | AJS         |